# Paul Tassone
Paul Tassone (né le 27 octobre 1969) est un acteur australien principalement connu pour son rôle de Nelson Curtis dans la série All Saints. Il a joué dans le film Men's Group (2008) qui a remporté de nombreuses récompenses.

## Filmographie
| Titre                | Année | Rôle                   | Remarques      |
| -------------------- | ----- | ---------------------- | -------------- |
| Twitch               | 2000  | Sam                    | Court métrage  |
| Fingerprints         | 2005  | Cop                    | Court métrage  |
| Darklovestory        | 2006  | Spruiker 2             |                |
| Winners & Losers     | 2008  | William James McGavick | Court métrage  |
| The Ground Beneath   | 2008  | Father                 | Court métrage  |
| Men's Group          | 2008  | Moses                  |                |
| Driver               | 2011  | Bruce                  | Court métrage  |
| Dans l'ombre de Mary | 2013  | Refreshment tent man   |                |
| Concealed            | 2014  | Richard                |                |
| Those Left Behind    | 2017  | Jim (40)               | En préparation |

| Titre                                            | Année   | Rôle               | Notes                                                                        |
| ------------------------------------------------ | ------- | ------------------ | ---------------------------------------------------------------------------- |
| Sport Académie (Sweat)                           | 1996    | Don Majors         | 26 épisodes                                                                  |
| All Saints                                       | 1998    | Colin              | 1 épisode : Truth or Dare                                                    |
| Brigade des mers (Water Rats)                    | 1998    | Warwick Richard    | 1 épisode : Jeux de guerre                                                   |
| Mumbo Jumbo                                      | 1999    | Murray             | Téléfilm                                                                     |
| Silent Predators                                 | 1999    | Stranded motorist  | Téléfilm                                                                     |
| First Daughter                                   | 1999    | Mark               | Television film                                                              |
| All Saints                                       | 1999    | Jake Bosac         | 1 épisode : Three's a Crowd                                                  |
| Airtight                                         | 1999    | Murchie            | Téléfilm                                                                     |
| All Saints                                       | 2000    | Race caller        | 1 épisode : Lottery of Life                                                  |
| Love Is a Four Letter Word                       | 2001    | Eddie Bird         | 7 épisodes                                                                   |
| All Saints                                       | 2001–06 | Nelson Curtis      | Main cast (138 épisodes) Recurring cast (38 épisodes) Guest cast (1 épisode) |
| Summer Bay (Home and Away)                       | 2007–08 | Révérend John Hall | Recurring cast (15 épisodes)                                                 |
| Underbelly                                       | 2009–10 | Dennis Kelly       | Main cast (saison 3) Recurring cast (saison 2; 12 épisodes)                  |
| City Homicide : L'Enfer du crime (City Homicide) | 2009    | Normal Duval       | 1 épisode : Baker's Dozen                                                    |
| Rescue : Unité Spéciale                          | 2009    | Glen Collins       | 1 épisode                                                                    |
| Packed to the Rafters                            | 2010    | Lewis              | 1 épisode : Lessons in Happiness                                             |
| Panic at Rock Island                             | 2011    | Robert Abood       | Téléfilm                                                                     |
| The Code                                         | 2014    | Andy King          | Main cast                                                                    |
| NCIS : Los Angeles                               | 2015    | CIA Agent Walter   | 1 épisode : In the Line of Duty                                              |